# Сапожок (Рязанская область)
Сапожо́к — рабочий посёлок, административный центр Сапожковского района Рязанской области.
Население — 2984 чел. (2023).

## География
Расположен в 150 километрах к юго-востоку от Рязани, на обоих берегах реки Мошки.
Расстояние до ближайшей железнодорожной станции Ухолово 22 километра. Сапожок располагается на автодороге Р125 «Нижний Новгород — Ряжск».
С запада и юга к поселку примыкают слободы Фабричная и Большая Дорога.

## История
Сапожок возник в XVI—XVII веках как военный пограничный городок Русского государства. Дата, принятая за дату его основания, является довольно условной. Трёхсотлетие посёлка официально отмечалось 22 мая 1905 года, тогда за дату основания был принят 1605 год — последний год царствования Бориса Годунова, по велению которого якобы и был основан Сапожок. Такой вывод был сделан Н. В. Любомудровым в статье «Местно-географические древности в Рязанской губернии»:

Основание Сапожка приписывается царю Борису Годунову, после чего он действительно упоминается по разрядным росписям 1615 года в числе пограничных укра́инских укреплений. Но, вероятно, Сапожок существовал ранее и Годуновым был только возобновлён; в писцовых Сапожковских книгах 1627—1628 гг. при описании его укреплений показано, что они построены были на городище, то есть на месте, где ещё прежде того существовал город, почему и сам Сапожок называется там Сапожковским городищем.
Историк-краевед Рязанского края, профессор Н. П. Милонов указал:

«Город Сапожок возникает в XVI веке при Иване IV в черте оборонительной ряжско-сапожковской засеки, входившей в систему оборонительных рубежей Московского государства. Основой для возникновения города в XVI веке являлось древнее Сапожковское городище и многочисленные окружающие это городище древнерусские селища».
Укрепления состояли из небольшого Сапожковского кремля, построенного изначально в технике рубленного города, и окружевшего его значительно более крупного острога. Данные укрепления сгорели во время штурма Сапожка запорожскими казаками гетмана Сагайдачного в 1618 году. Впоследствии кремль был восстановлен как дубовый острог, а вторая линия обороны так и не была восстановлена.
Впервые описание города было дано в 1627 году московским дворянином, воеводой Сапожка Г. Ф. Киреевским, составителем межевых книг по городам Данкову, Сапожку, Ряжску, Рязани. В писцовых книгах 1627—1628 годов указано, что Сапожок состоял тогда из укреплённой части города — острога, с шестью башнями, из которых две башни имели проезжие ворота, а четыре башни глухие. Острог был окружён рвом и земляным валом, который представлял собой неправильный четырёхугольник окружностью 630 сажен. В укреплённой части города была Пятницкая деревянная церковь, за пределами острога находился посад, где было две деревянных церкви — Соборная и Никольская.
В 1758 году во время большого пожара город Сапожок был полностью уничтожен — сгорел острог, все три церкви и посад. Всего, по свидетельству историка Соловьёва, сгорело 122 двора.
В 1780 году Екатерина II утвердила Генеральный план застройки города. Сапожок официально становится административным, экономическим и культурным центром огромного по территории и населению Сапожковского уезда. По данным на 1 января 1913 года площадь Сапожковского уезда составляла 357332 десятины, а население — 228085 человек. В конце XVIII века было построено пять каменных храмов. В 1820 году открыта первая в уезде больница. В 1816 — приходское духовное училище, которое затем уездным. С сентября 1868 года начались занятия в высшем земском мужском училище с трёхгодичным сроком обучения — оно готовило учителей для начальных школ.
В начале XX века в Сапожке появились каменные двухэтажные особняки купцов — Сапожок превратился в типичный купеческий городок.
Большая энциклопедия под ред. С. Н. Южакова в 17 томе (СПб, 1902) о Сапожковском уезде сообщает: «Фабрик и заводов в 1901 году числилось 603. Население по переписи 1897 года исчислено 164851 душ обоего пола. Браков в 1901 году заключено 1472, родилось 8706 душ, умерло 5248 душ. Естественный прирост населения в 1901 году составил 3458 душ. Земских больниц 3, врачебных пунктов 4, фельдшерских пунктов 6. Начальных земских школ 60 с 4893 учащимися. Волостей 21, селений 211.»
В 1926 году Сапожок утратил статус города и стал сельским населённым пунктом.
В 1940 году получил статус посёлка городского типа.

## Население
| 1859  | 1897  | 1906  | 1926  | 1939  | 1959  | 1970  | 1979  | 1989  |
| ----- | ----- | ----- | ----- | ----- | ----- | ----- | ----- | ----- |
| 4871  | ↗8550 | ↘5204 | ↘2222 | ↗3280 | ↗4343 | ↗4602 | ↗5925 | ↘5313 |
| 2002  | 2009  | 2010  | 2012  | 2013  | 2014  | 2015  | 2016  | 2017  |
| ↘4392 | ↘3936 | ↘3878 | ↘3698 | ↘3540 | ↘3392 | ↘3312 | ↘3221 | ↘3173 |
| 2018  | 2019  | 2020  | 2021  | 2023  |       |       |       |       |
| ↘3066 | ↘2998 | ↘2928 | ↗3072 | ↘2984 |       |       |       |       |

Национальный состав
По итогам переписи населения 2020 года проживали следующие национальности (национальности менее 0,1 % и другое, см. в сноске к строке «Другие»):
| Национальность | Численность, чел. | Доля     |
| -------------- | ----------------- | -------- |
| Русские        | 2954              | 96,16 %  |
| Таджики        | 27                | 0,88 %   |
| Армяне         | 14                | 0,46 %   |
| Грузины        | 7                 | 0,23 %   |
| Ингуши         | 6                 | 0,20 %   |
| Азербайджанцы  | 4                 | 0,13 %   |
| Другие         | 60                | 1,94 %   |
| Итого          | 3072              | 100,00 % |

## Транспорт
Рабочий поселок Сапожок обеспечен пятью междугородними автобусными маршрутами, связывающие его с Рязанью, Москвой, Ряжском, Шилово и Сараями. В отдалённые микрорайоны курсируют служебные автобусы предприятий для перевозки, услугами которых можно воспользоваться.
Посёлок не связан железнодорожными магистралями. Ближайшие станции находятся в городе Ряжск и посёлке Шилово в 49 км от Сапожка. Посёлок огибает окружная автомобильная дорога.

## Экономика и культура
Сапожковский краеведческий музей включён во Всероссийский реестр и Ассоциацию музеев России. Фонды музея насчитывают около 5 тысяч единиц хранения и обладают значительным количеством произведений древнерусского искусства — работы иконописцев, резчиков, златошвей. В фондах редких книг хранятся «Книга Марсова или воинских дел» 1766 года, богослужебные книги XIX века, архив Сапожковской художественной студии (1918—1920 года).
В посёлке работают Дом Культуры, детская школа искусств, центральная районная библиотека им. А. В. Митяева.
Промышленные предприятия: Сапожковская типография, механический завод, завод минеральных удобрений, фабрика по производству спецодежды, завод «Сапожковские минеральные воды» (выпуск минерального напитка «Пушкарская» и газированной воды), филиалы Рязанского завода «Тяжпрессмаш» и агропищекомбината «Нива Рязани».

## Известные жители
- Бобров, Борис Дмитриевич (1893—1941) — советский военачальник.
- Вавилов, Павел Андреевич (1891—1919) — большевик, революционер, деятель профсоюзного движения.
- Галахов, Алексей Дмитриевич (1807—1892) — историк русской литературы.
- Гобято, Леонид Николаевич — изобретатель первого в мире миномёта. Герой Порт-Артура.
- Гусев, Сергей Иванович (1874—1933) — российский революционер, советский партийный деятель.
- Зеленин, Андрей Тихонович — Герой Советского Союза, участник форсирования Днепра.
- Ляров, Александр Андреевич (1839—1914) — оперный и камерный певец (бас), солист Большого и Мариинского театров.
- Кожемяко, Виктор Стефанович (род. 1935) — журналист.
- Кошелёв, Александр Иванович — предводитель Сапожковского дворянства. Под его руководством крестьяне Тимофей и Иван сделали первую конную молотилку, которая получилась легче и продуктивней английского аналога.
- Остерман-Толстой, Александр Иванович — граф, участник и герой Отечественной войны 1812 года.
- Перегудов, Алексей Иванович — пилот, повторивший подвиг Гастелло, герой Советского Союза.
- Песляк, Михаил Михайлович (1916—1986) — Председатель Союза советских обществ дружбы и культурной связи с зарубежными странами[источник не указан 1044 дня].
- Стаханов, Павел Петрович — врач земской больницы, заслуженный врач РСФСР, исследователь сапожковских месторождений лечебного торфа и вод.
- Тучин, Алексей Иванович — офицер 16-й отдельной бригады специального назначения Главного разведывательного управления Генерального Штаба, майор, Герой Российской Федерации[29]
- Филатова, Анастасия Ивановна (Цеденбал) — жена генерального секретаря ЦК Монгольской народной партии.
- Фроликов, Дмитрий Георгиевич — уроженец села Красное, герой Советского Союза, командир танка, первым ворвавшийся в оккупированный Минск.
- Ханаев, Никандр Сергеевич — оперный певец, солист Большого театра, народный артист СССР, лауреат Сталинской премии. Заместитель директора Большого театра.
- Хлуденёва, Екатерина Михайловна — фрейлина императрицы Александры и учительница цесаревича Алексия, чудом оставшаяся жива при перемещении семьи Николая II в Екатеринбург, старица[источник не указан 1044 дня].
- Шмелёв, Захар Степанович — художник, иконописец, ученик Репина и Серова[источник не указан 1044 дня].